# Клишинский сельсовет (Осташёвский район)
Клишинский сельсовет — упразднённая административно-территориальная единица, существовавшая на территории Московской губернии и Московской области до 1954 года.
Клишинский с/с возник в первые годы советской власти в составе Осташёвской волости Волоколамского уезда Московской губернии
В 1924 году из Клишинского с/с был выделен Ивановский с/с. В том же году к Клишинскому с/с был присоединён Милованьевский с/с. В 1925 году Клишинский с/с был присоединён к Щекотовскому с/с.
В 1929 году Клишинский с/с был восстановлен путём преобразования Щекотовского с/с и отнесён к Волоколамскому району Московского округа Московской области.
4 января 1939 года Клишинский с/с был передан в состав нового Осташёвского района.
17 июля 1939 года к Клишинскому с/с было присоединено селение Новлянское упразднённого Новлянского с/с.
4 января 1952 года Новлянское было передано в Черневский с/с. Одновременно из Спасского с/с в Клишинский было передано селение Милованье.
14 июня 1954 года Клишинский с/с был упразднён. При этом его территория была передана в Спасский с/с.